# Region Halland
Region Halland är regionen för Hallands län med 345 074 invånare. Den bildades i sin nuvarande form den 1 januari 2011 genom direktval i landstingsvalet hösten 2010. Regionen ansvarar för de uppgifter som normalt ligger på en region; hälso- och sjukvård, tandvård, kollektivtrafik och samordning av regional utveckling.

## Sjukvård
Region Halland ingår i både Västra och Södra sjukvårdsregionerna. Norra delen av regionen, motsvarande Kungsbacka, Varbergs och Falkenbergs kommuner utgör en sjukvårdsregion tillsammans med Västra Götalandsregionen. Den södra delen av länet motsvarande Halmstad, Hylte och Laholms kommuner utgör tillsammans med Region Skåne, Region Kronoberg och Region Blekinge den södra sjukvårdsregionen av totalt sex stycken i landet. Halland är ensamt om att vara delat mellan två olika sjukvårdsregioner.  
I regionen finns nedanstående sjukhus:
- Hallands sjukhus Halmstad
- Hallands sjukhus Varberg
- Hallands sjukhus Kungsbacka

Region Halland införde 2007 Vårdval Halland – ett vårdvalssystem för närsjukvården.

## Kollektivtrafik
Region Halland är regional kollektivtrafikmyndighet för länet. Det operativa ansvaret för trafiken ligger hos dotterbolaget Hallandstrafiken. Det gäller inte Kungsbacka kommun, där Västtrafik sköter kollektivtrafiken.

## Politik
I Halland styr en borgerlig koalition bestående Moderaterna, Centerpartiet, Liberalerna, och Kristdemokraterna som sedan valet 2022 styr i minoritet.
I regionen har de borgerliga partierna varit större än de socialistiska partierna i samtliga val från 1912 till 2018. Fram till valet 2014 hade de fyra borgerliga partierna dessutom en majoritet av mandaten i regionen och det tidigare landstinget, något man återfick i valet 2018. I valet 2022 tappades majoriteten och de borgerliga partierna styr i minoritet. 

### Regionfullmäktige 2022–2026[3]
| Ordförande | Ordförande     | Förste vice ordförande | Förste vice ordförande | Andre vice ordförande | Andre vice ordförande |
| ---------- | -------------- | ---------------------- | ---------------------- | --------------------- | --------------------- |
| M          | Jonas Hellsten | C                      | Agneta Åkerberg        | S                     | Kerstin Nilsson       |

### Regionstyrelsen 2022–2026[4]
| Ordförande | Ordförande         | Förste vice ordförande | Förste vice ordförande | Andre vice ordförande | Andre vice ordförande      |
| ---------- | ------------------ | ---------------------- | ---------------------- | --------------------- | -------------------------- |
| M          | Mikaela Waltersson | C                      | Helene Andersson       | S                     | Lise-Lotte Bensköld Olsson |

### Regionledning[5]
| Titel                  | Namn | Namn                           |
| ---------------------- | ---- | ------------------------------ |
| Regionråd              |      | Mikaela Waltersson (M)         |
| Regionråd              |      | Helene Andersson (C)           |
| Regionråd              |      | My Clingston (KD)              |
| Regionråd i opposition |      | Lise-Lotte Bensköld-Olsson (S) |
| Regionråd i opposition |      | Per Persson (S)                |

### Presidier 2022-2026[6]
| Nämnd                                             | Ordförande | Ordförande       | 1:e vice ordförande | 1:e vice ordförande  | 2:e vice ordförande | 2:e vice ordförande     |
| ------------------------------------------------- | ---------- | ---------------- | ------------------- | -------------------- | ------------------- | ----------------------- |
| Driftnämnden Hallands sjukhus                     | C          | Christian Lidén  | M                   | Inger Svensson       | S                   | Johan Lindahl           |
| Driftnämnden ambulans, diagnostik och hälsa       | M          | Bengt Kjellgren  | KD                  | Peter Wesley         | S                   | Malin Karlsson          |
| Driftnämnden närsjukvården                        | M          | Berit Bergström  | C                   | Peter Lundin         | S                   | Patrik Thorsson Nilsson |
| Driftnämnden psykiatri                            | KD         | Lars Gustafsson  | M                   | Dick Andersson       | S                   | Helen Ung Le            |
| Driftnämnden regionservice                        | M          | Charlotta Jonson | KD                  | Karl Gunnar Svensson | S                   | Camilla Gustafsson      |
| Driftnämnden kultur och skola                     | L          | Hanna Schölander | C                   | Maria Bronelius      | S                   | Gustaf Kristenson       |
| Driftnämnden Hallands sjukhus                     | C          | Christian Lidén  | M                   | Inger Svensson       | S                   | Johan Lindahl           |
| Gemensamma nämnden för hemsjukvård och hjälpmedel | L          | Ann Molander     | S                   | Andreas Engebrethsen |                     |                         |
| Patientnämnden                                    | KD         | Johnny Bodmar    | S                   | Salih Sawsan         |                     |                         |

### Mandatfördelning i valen 1912–1966
| 3 | 8 | 29 |

| 3 | 11 | 26 |

| 5 | 5 | 29 |

| 5 | 5 |  | 5 | 23 |

| 6 | 8 | 4 | 5 | 9 |

| 32 |

| 7 | 11 |  | 15 |

| 34 |

| 10 | 9 | 15 |

| 34 |

| 10 | 12 | 12 |

| 34 |

| 10 | 14 | 10 |

| 34 |

| 15 | 12 | 8 |

| 33 |

| 14 | 14 | 7 |

| 32 |

|  | 14 | 15 | 2 | 4 |

| 32 |

| 14 | 14 | 4 | 4 |

| 32 |

| 17 | 11 | 6 | 7 |

| 38 |

| 17 | 12 | 5 | 7 |

| 37 |

| 17 | 12 | 5 | 7 |

| 38 |

|  | 16 | 13 | 6 | 7 |

| 33 | 10 |

### Mandatfördelning i valen 1970–2022
| 18 |  | 18 | 5 | 5 |

| 37 | 10 |

| 19 |  | 20 | 3 | 8 |

| 40 | 11 |

| 20 | 18 | 6 | 9 |

| 42 | 11 |

|  | 19 | 15 | 6 | 11 |

| 33 | 20 |

| 22 | 14 | 3 | 14 |

| 35 | 18 |

| 23 | 11 | 9 | 14 |

| 35 | 22 |

|  | 22 | 3 | 11 | 8 | 11 |

| 32 | 25 |

| 20 |  | 10 | 6 | 4 | 15 |

| 31 | 26 |

| 3 | 29 | 3 | 12 | 6 |  | 16 |

| 38 | 33 |

| 5 | 22 | 3 | 4 | 9 | 4 | 7 | 17 |

| 36 | 35 |

| 4 | 25 |  | 3 | 9 | 8 | 6 | 14 |

| 34 | 37 |

| 3 | 23 | 3 |  | 9 | 6 | 5 | 20 |

| 34 | 37 |

| 3 | 21 | 4 | 3 | 7 | 6 | 3 | 24 |

| 37 | 34 |

| 3 | 23 | 4 | 7 | 7 | 5 | 3 | 19 |

| 39 | 32 |

| 4 | 19 |  | 10 | 8 | 5 | 6 | 17 |

| 37 | 34 |

| 4 | 21 | 12 | 7 | 4 | 6 | 17 |

| 36 | 35 |

### Valkretsar
Regionens område är indelat i fyra valkretsar i regionvalen: Kungsbacka, Varberg, Falkenberg–Hylte och Halmstad–Laholm.

### Lista över landstings/regionstyrelseordföranden
| Namn | Namn               | Från | Till | Politisk tillhörighet |
| ---- | ------------------ | ---- | ---- | --------------------- |
|      | Anne Marie Brodén  | 1998 | 2002 | Moderaterna           |
|      | Mats Eriksson      | 2002 | 2010 | Moderaterna           |
|      | Gösta Bergenheim   | 2010 | 2014 | Moderaterna           |
|      | Mats Eriksson      | 2014 | 2018 | Moderaterna           |
|      | Mikaela Waltersson | 2018 |      | Moderaterna           |

## Övrig verksamhet
Regionen är huvudman för Löftadalens folkhögskola.